# Вайлаки
Вайлаки (Eel River, Wailaki) — мёртвый атабаскский язык, на котором раньше говорил народ вайлаки, проживающий в индейской резервации Раунд-Валли на севере штата Калифорния в США. Это один из 4 языков, который принадлежит калифорнийскому атабаскскому кластеру тихоокеанских атабаскских языков. Диалектные кластеры отражают 4 вайлаки-говорящих народа: синкьоне, вайлаки, нонгатл и лассик союза реки Ил.